# محمد رمضان سانانتا
محمد رمضان سانانتا (انگلیسی: Ramadhan Sananta؛ زادهٔ ۲۷ نوامبر ۲۰۰۲) بازیکن فوتبال است.
وی همچنین در تیم‌های ملی فوتبال زیر ۲۳ سال اندونزی و اندونزی بازی کرده‌است.
وی در مسابقات کشوری و بین‌المللی در مجموع برندهٔ ۱ مدال طلا شده‌است.